# Dolmens de la Pierre Couverte (Marcilly-le-Hayer)
Pour les articles homonymes, voir Pierre couverte.
Les dolmens de la Pierre Couverte sont un ensemble de deux dolmens, le dolmen de Vamprin et le dolmen des Blancs Fossés, distants d'environ 700 m, situés sur la commune de Marcilly-le-Hayer dans le département de l’Aube.

## Dolmen des Blancs Fossés
Le monument a été construit au niveau d'une rupture de pente. La chambre sépulcrale est délimitée par deux orthostates parallèles, inclinés vers l'intérieur, et une dalle de chevet, l'ensemble délimitant un espace de 2 m de longueur sur 1 m de largeur et 1 m de hauteur. Elle s'ouvre au sud, perpendiculairement à l'Orvin. La chambre est recouverte par une unique table de couverture..
| Dalle                                                                              | Longueur | Épaisseur | Largeur |
| ---------------------------------------------------------------------------------- | -------- | --------- | ------- |
| Table                                                                              | 3,50 m   | 0,70 m    | 2,50 m  |
| Orthostate no 1                                                                    | 2,65 m   | 0,50 m    | 1 m     |
| Orthostate no 2                                                                    | 3 m      | 0,40 m    | 1 m     |
| Chevet                                                                             | 1,20 m   | 0,20 m    | 0,90 m  |
| Données : A la découverte des mégalithes de l'Aube - dolmens-menhirs et polissoirs |          |           |         |

Le dolmen des Blancs Fossés fait l’objet d’un classement au titre des monuments historiques depuis le 29 septembre 1936.

## Dolmen de Vamprin
Le dolmen est orienté nord-est/sud-ouest. La chambre sépulcrale est délimitée par deux orthostates parallèles et deux dalles de chevet, toutes ces dalles étant inclinées vers l'intérieur de la chambre. Les deux dalles de chevet ne supportent pas la table de couverture. L'ensemble est surmonté d'une unique table de couverture, presque quadrangulaire, qui dépasse des supports latéraux.
| Dalle                                                                              | Longueur | Épaisseur | Largeur |
| ---------------------------------------------------------------------------------- | -------- | --------- | ------- |
| Table                                                                              | 2,45 m   | 0,70 m    | 2,10 m  |
| Orthostate no 1                                                                    | 2,60 m   | 0,40 m    | 0,80 m  |
| Orthostate no 2                                                                    | 2,75 m   | 0,45 m    | 0,75 m  |
| Chevet no 1                                                                        | 0,90 m   | 0,20 m    | 0,65 m  |
| Chevet no 2                                                                        | 0,80 m   | 0,20 m    | 0,60 m  |
| Données : A la découverte des mégalithes de l'Aube - dolmens-menhirs et polissoirs |          |           |         |

La grande pierre fortement inclinée devant le dolmen pourrait être un menhir dont l'existence est signalée par certains textes anciens.
Le dolmen de Vamprin fait l’objet d’un classement au titre des monuments historiques depuis le 2 octobre 1936.